# 安登豪森
安登豪森（德語：Andenhausen，發音：[andn̩ˈhaʊzn̩]）是德国图林根州曾经的一个市镇，原属瓦特堡县，面积1.54平方千米，2012年12月31日人口为204人。2013年12月31日，安登豪森与另外3个市镇并入市镇卡尔滕诺德海姆，后于2019年1月1日随卡尔滕诺德海姆改属施马尔卡尔登-迈宁根县。